# Alegranza
Alegranza je neobydlený ostrov v Atlantském oceánu, nejsevernější z Kanárských ostrovů. Patří k obci Teguise v Provincii Las Palmas a je v soukromém vlastnictví. Ostrov je součástí přírodního parku souostroví Chinijo. Hnízdí zde buřňák šedý.
Alegranza má rozlohu 10,2 km². V jižní části se nachází vyhaslá sopka s nadmořskou výškou 289 metrů, severní část je rovinatá a pokrytá pískem. Na východním pobřeží se nachází maják Faro de Punta Delgada z roku 1865, vysoký patnáct metrů.
Název ostrova znamená ve španělštině „radost“. Podle místní pověsti mořeplavec Jean de Béthencourt tímto pojmenováním vyjádřil své pocity při spatření ostrova.